# Yabrud
Yabrud är en stad i södra Syrien, i Rif Dimashq, omkring 80 km norr om huvudstaden Damaskus. 
Staden är känd för sina grottor, särskilt Iskaftagrottan (där Alfred Rust fann många förhistoriska fynd 1930) och Yabrudtemplet, som en gång var Jupiter Yabroudis tempel, men som sedan blev  "Konstantin- och Helenakatedralen". I Yabrud finns den äldsta kyrkan i Syrien.
Namnet Yabrud sägs ha sitt ursprung från ett arameiskt ord som betyder "kall", staden ligger på Qalamounbergens sluttningar (Anti-Lebanon) på 1550m höjd.
Föräldrarna till den argentinske presidenten Carlos Menem kom från Yabrud; de emigrerade till Argentina under första världskriget.